# Kodomo (musicista)
Kodomo, pseudonimo di Chris Child (...), è un musicista statunitense è noto soprattutto per il suo lavoro sui videogiochi Amplitude, e Frequency e per il gioco per iPod "Phase", in cui è presente Spira Mirabilis di Kodomo. "Kodomo" (子供?)  è la parola giapponese per "bambino", sia un riferimento al suo cognome che al fatto che sia cresciuto in Giappone.

## Carriera
Il primo album  di Kodomo, Still Life, è un pezzo altamente concettuale in cui la musica è stata tutta ispirata da una serie di fotografie scattate durante i viaggi di Kodomo negli Stati Uniti e all'estero. Le tracce sono tutte intitolate usando le immagini fotografiche piuttosto che le parole. Ad esempio, Concept 13 è iniziato con una fotografia che riflette le proporzioni di Fibonacci che si trovano ripetutamente in natura. Queste proporzioni sono state usate per governare la composizione musicale nel tema melodico, la trama sonora e persino il ritmo di sviluppo del brano. In questo caso, ".618" è il numero dominante, e i temi sono introdotti a questi intervalli, che danno all'intera composizione una proporzione equilibrata e naturale.

## Influenze
Il lavoro di Kodomo rientra nei generi di Ambient Techno, IDM, Electronic Music e Experimental Music. È stato influenzato da artisti come Erik Satie, Brian Eno, Kraftwerk, DJ Shadow, Boards of Canada, Cabaret Voltaire e JS Bach.

## Discografia
Album
- 2008 – Still Life
- 2011 – Frozen In Motion
- 2p14 – Patterns & Light[4]

Singoli
- 2007 – Spira Mirabilis
- 2008 – Concept 11
- 2011 – Decoder
- 2014 – Mind Like a Diamond

EP
- 2008 – Concept 11 Remixes EP
- 2017 – Divider - EP

Remix
- 2001 – Freezepop - Fashion Impression Function
- 2003 – Freezepop - Hi-Five My Remix
- 2004 – Freezepop - Maxi Ultra • Fresh
- 2007 – Freezepop - Fashion Impression Function (Riedizione 2007)[5]
- 2007 – Emilia Sosa - Rhythm of Life Remixes

Compilation
- 2008 – OM Yoga Mix 2